# 神奈川県の市町村旗一覧
神奈川県の市町村旗一覧（かながわけんのしちょうそんきいちらん）は、神奈川県内の市町村に制定されている、あるいは制定されていた市町村旗の一覧である。なお、一覧の順序は全国地方公共団体コード順による。廃止された市町村旗は廃止日から順に掲載している。

## 概要
- 神奈川県旗の配色は地色が白色で、紋章は赤色が指定されている。そのため、その県旗の色を県内の半分以上の自治体が模倣している。[1]

## 市部
| 市       | 市旗 | 制定有無 | 制定日        | 旗の色                                                                   | 備考                                           |
| -------- | ---- | -------- | ------------- | ------------------------------------------------------------------------ | ---------------------------------------------- |
| 横浜市   |      | なし     | なし          | 地色は白色であり、紋章は赤色が指定されている                             |                                                |
| 川崎市   |      | あり     | 1965年7月1日  | 地色は白色であり、紋章は藍色が指定されている                             |                                                |
| 相模原市 |      | なし     | なし          | 地色は白色であり、紋章は赤色が指定されている                             |                                                |
| 横須賀市 |      | あり     | 1911年3月16日 | 地色は白色であり、紋章は赤色が指定されている                             |                                                |
| 平塚市   |      | なし     | なし          | 地色は紫紺色であり、紋章は白色が指定されている                           |                                                |
| 鎌倉市   |      | なし     | なし          | 地色は白色であり、紋章は黒色が指定されている                             |                                                |
| 藤沢市   |      | あり     | 1950年10月1日 | 地色は白色であり、紋章は濃紺色が指定されている                           |                                                |
| 小田原市 |      | なし     | なし          | 地色は紺色であり、紋章は白色が指定されている                             |                                                |
| 茅ヶ崎市 |      | なし     | なし          | 地色は白色であり、紋章は赤色が指定されている                             |                                                |
| 逗子市   |      | なし     | なし          | 地色は紺色であり、紋章は白色が指定されている                             |                                                |
| 三浦市   |      | なし     | なし          | 地色は白色であり、紋章は赤色が指定されている                             |                                                |
| 秦野市   |      | あり     | 1958年1月1日  | 地色は白色であり、紋章は赤色が指定されている                             |                                                |
| 厚木市   |      | あり     | 1955年3月22日 | 地色は白色であり、紋章は赤色が指定されている                             |                                                |
| 大和市   |      | あり     | 1953年11月3日 | 地色は白色であり、紋章は赤色が指定されている                             | 大和町旗として制定され、市制施行後に継承される |
| 伊勢原市 |      | なし     | なし          | 地色は白色であり、紋章は赤色が指定されている                             |                                                |
| 海老名市 |      | あり     | 1993年2月22日 | 地色は海老茶色であり、紋章は白色が指定されている                         | 制定前は制定されていなかった                   |
| 座間市   |      | なし     | なし          | 地色は白色であり、紋章は赤色が指定されている                             |                                                |
| 南足柄市 |      | なし     | なし          | 地色は白色であり、紋章は赤色が指定されている                             |                                                |
| 綾瀬市   |      | なし     | なし          | 地色は白色であり、紋章は黄色、その黄色の中を青色で囲むのを指定されている |                                                |

## 町村部
| 郡       | 町村     | 町村旗 | 制定有無 | 制定日       | 旗の色                                                                           | 備考 |
| -------- | -------- | ------ | -------- | ------------ | -------------------------------------------------------------------------------- | ---- |
| 三浦郡   | 葉山町   |        | なし     | なし         | 地色は白色であり、紋章は緑色で中に黒色の線をいれて下を黒にすると指定されている。 |      |
| 高座郡   | 寒川町   |        | なし     | なし         | 地色は白色であり、紋章は赤色が指定されている。                                   |      |
| 中郡     | 大磯町   |        | なし     | なし         | 地色は白色であり、紋章は小豆色が指定されている。                                 |      |
| 中郡     | 二宮町   |        | なし     | なし         |                                                                                  |      |
| 足柄上郡 | 中井町   |        | なし     | なし         | -                                                                                |      |
| 足柄上郡 | 大井町   |        | なし     | なし         | -                                                                                |      |
| 足柄上郡 | 松田町   |        | なし     | なし         | -                                                                                |      |
| 足柄上郡 | 山北町   |        | なし     | なし         | -                                                                                |      |
| 足柄上郡 | 開成町   |        | なし     | なし         | -                                                                                |      |
| 足柄下郡 | 箱根町   |        | なし     | なし         | -                                                                                |      |
| 足柄下郡 | 真鶴町   |        | なし     | なし         | -                                                                                |      |
| 足柄下郡 | 湯河原町 |        | なし     | なし         | -                                                                                |      |
| 愛甲郡   | 愛川町   |        | なし     | なし         | -                                                                                |      |
| 愛甲郡   | 清川村   |        | あり     | 2009年7月1日 | 地色は白色であり、紋章は臙脂色が指定されている                                   |      |

## 廃止された市町村旗
| 市郡     | 町村     | 町村旗 | 制定有無 | 制定日 | 廃止日        | 旗の色 | 備考 |
| -------- | -------- | ------ | -------- | ------ | ------------- | ------ | ---- |
| 津久井郡 | 津久井町 |        | なし     | なし   | 2006年3月20日 |        |      |
| 津久井郡 | 相模湖町 |        | なし     | なし   | 2006年3月20日 | -      |      |
| 津久井郡 | 城山町   |        | なし     | なし   | 2007年3月11日 |        |      |
| 津久井郡 | 藤野町   |        | なし     | なし   | 2007年3月11日 | -      |      |